# リンダ・メイソン
リンダ・メイソン（英：Linda Mason、1946年9月13日 - ）は、イギリスのメイクアップアーティスト。アメリカ合衆国ニューヨーク在住。

## 来歴
80年代、イッセイミヤケ（三宅一生）・COMME des GARCONS（コム・デ・ギャルソン）・Jean Paul Gaultier（ジャン＝ポール・ゴルチエ）など数多くのランウェイメイクを担当。複数の世界的トップコスメブランドの主任メイクアップアーティストを歴任。メイク・アップ以外に、ボディーペインティングでの実績も多い。アメリカNYに留まらず、世界に渡るオファーを受け活躍している。世界的な現代メイクアップ文化を作り上げた巨匠のひとり。

## メイクアップでのクライアント
過去の主なクライアントは、Cameron Diaz(キャメロン・ディアス)・Lucy Lui(ルーシー・リュー)・Uma Thurman(ユマ・サーマン)・Naomi Campbell(ナオミ・キャンベル)・Kate Moss(ケイト・モス)など。

## ボディーペインティングでのクライアント
Brook Shields(ブルック・シールズ)・LL Cool Jはじめ多くを手がけている。
著名日本人アーティストとしては、北野武・井上陽水・松任谷由実などのボディーペインティングを担当。